# Căsătorii între persoane de același sex în Islanda
Căsătoria între persoane de același sex (islandeză Hjónaband samkynhneigðra) este legal în Islanda începând cu 27 iunie 2010. Proiectul de lege care generaliza căsătoria la o instituție în care nu contează sexul partenerilor a trecut de Althing (parlament) pe 11 iunie 2010. Nici un membru al parlamentului nu a votat împotriva proiectului, iar sondajele de opinie publică sugerează că legea are o susținere largă în Islanda. Islanda esle a noua țară din lume care a legalizat căsătoria între persoane de același sex.

## Parteneriat înregistrat
Parteneriatele înregistrate (islandeză staðfest samvist) pentru cupluri de același sex au fost introduse în Islanda în 1996. Această legislație a fost abrogată odată cu trecerea noii legi care permite căsătoria indiferent de sexul partenerilor.
Legea parteneriatelor înregistrate acorda toate drepturile, responsabilitățile și beneficiile căsniciei; era validă doar în cazul cuplurilor de același sex. Un partener înregistrat putea să adopte copilul celuilalt partener, cu excepția situației în care copilul era adoptat dintr-o altă țară. Toate partidele din Parlamentul Islandei erau în favoarea legii; doar un membru al Partidului Independeței (Sjálfstæðisflokkurinn) a votat împotrivă.
Pe 2 iunie 2006 parlamentul a votat pentru o legislație care acorda cuplurilor de același sex aceleași drepturi ca celor heterosexuali în privința adopției, și inseminării artificiale. Nici un membru al parlamentului nu a votat împotriva propunerii, iar legea a intrat în vigoare pe 27 iunie 2006.
Un amendament intrat în efect la 27 iunie 2008 a permis Bisericii Islandei și altor grupări religioase de a binecuvânta aceste parteneriate înregistrate.
Între oamenii importanți care și-au înregistrat parteneriatul se numără primul ministru al vremii, Jóhanna Sigurðardóttir și partenera ei, Jónína Leósdóttir. Pe 27 iunie 2010 acestea și-au schimbat parteneriatul înregistrat în căsătorie.

## Căsătorie
Guvernul islandez ales în aprilie 2009 a anunțat planul de a introduce o nouă lege a căsătoriilor, care va fi independentă de sexul partenerilor. Platforma Coaliției de Guvernare a Alianței Social Democrate și Mișcării Verzi-Stânga, publicată pe 19 mai 2009 stabilea că o lege unificată a căsătoriilor va fi adoptată. Deși nu a fost formulat explicit, se putea subînțelege, că legea va permite căsătoria indiferent de sexul partenerilor. Partidul Progresist din opoziție sprijinea acest lucru.
Pe 18 noiembrie 2009 ministrul Justiției și Drepturilor Omului, Ragna Árnadóttir, a confirmat că guvernul lucra la o lege unificată a căsătoriilor care includea atât cuplurile de sex diferit cât și cuplurile de același sex. Pe 23 martie 2010 guvernul a prezentat un proiect de lege care abroga parteneriatele înregistrate și permitea cuplurilor să se căsătorească indiferent de sexul lor. Pe 11 iunie 2010 Parlamentul Islandei a aprobat proiectul cu 49 de voturi pentru, 0 împotrivă, 7 abțineri și 7 absențe. Legea a intrat în vigoare pe 27 iunie 2010.